# Alfred Bernard
Pour les articles homonymes, voir Bernard.
Alfred Bernard (1899 à Tours en Indre-et-Loire en France - 1944) est un homme politique français.
Il est devenu membre du Comité central et du Bureau politique du Parti communiste français (PCF) en 1926. En 1927, il est élu secrétaire adjoint du PCF. Exclu du PCF en 1930, il devient, en 1937, membre du Conseil national de la Section française de l'Internationale ouvrière (SFIO).

## Biographie
- 1917 : comptable aux PTT, il est révoqué pour faits de grève.
- 1919 : il est candidat aux élections municipales à Tours, sur la liste socialiste.
- 1920 : il devient membre de la Commission administrative fédérale de la SFIO. En décembre, il se prononce pour l'adhésion à l'Internationale communiste (IC).
- 1921 : il devient secrétaire adjoint de la Fédération communiste d'Indre-et-Loire.
- 1923 : il ajoute à ses responsabilités celle de secrétaire à la propagande de la 8e Union régionale de la CGTU.
- 1924 : il assiste au congrès du PCF, qui se tient à Lyon.
- 1925 : au congrès suivant, à Clichy, il est élu membre de la Commission nationale de contrôle. En juin, il est emprisonné, après avoir été inculpé de provocations de militaires à la désobéissance.
- 1926 : au congrès du PCF, à Lille, il devient membre du Comité central et du Bureau politique (BP) du PCF. À partir de décembre, il siège au secrétariat du parti, comme responsable de la section syndicale centrale. Mais, il doit passer dans la clandestinité. Il assiste également, à Moscou au Plénum élargi de l'Exécutif de l'Internationale communiste.
- 1927 : il présente un rapport devant le Comité central sur la discussion au sein du Parti communiste d'Union soviétique (PCUS). En février, il est élu secrétaire adjoint du PCF et, en mai, devient membre du Præsidium de l'IC. En juillet, il est arrêté et incarcéré à la Santé jusqu'en novembre, où il bénéficie d'une réduction de peine. Durant sa période, il défend, notamment dans L'Humanité, une position critique vis-à-vis de la tactique « classe contre classe ».
- 1928 : il est candidat aux élections législatives dans la 3e circonscription de Saint-Denis-Aubervilliers.
- 1929 : lors des élections municipales, il dirige la liste communiste à Aubervilliers. Mais, cette même année, il est éliminé des instances dirigeantes du parti et revient à Tours, où il devient le trésorier de l'Union régionale CGTU. À la conférence départementale du PCF, il se déclare en accord avec l'IC et reconnait ses erreurs à propos de la stratégie électorale. À la conférence régionale du parti, il se livre à une véritable autocritique publique. Il accède, alors, au bureau régional.
- 1930 : il est exclu du bureau régional pour une « indiscipline » masquant « une opposition à la ligne du Parti ». Le secrétariat régional le qualifie de « chef de l'opposition trotskyste dans la région ». En août, il est exclu du PCF et perd ses responsabilités syndicales à la CGTU.
- 1931 : il milite à la Ligue communiste.
- 1934 : il intervient dans des meetings au nom de la Fédération ouvrière et paysanne des mutilés de guerre du Centre.
- 1935 : lors des élections municipales à Tours, il appelle à voter socialiste dès le premier tour. À la fin de l'année, il rejoint la SFIO, pour laquelle il devient secrétaire de la section de Tours.
- 1936 : il devient secrétaire fédéral de la SFIO dans le département.
- 1937 : il entre au Conseil national de la SFIO et est élu conseiller d'arrondissement de Tours-Sud lors des élections cantonales. Délégué au congrès de Marseille de la SFIO, il se prononce pour la dissolution de la Gauche révolutionnaire de ce parti.
- 1939 : à la suite de la signature du Pacte germano-soviétique, il mène une polémique avec le PCF. En septembre, il est mobilisé.
- 1943-1944 : il participe, pour l'Indre-et-Loire, au Bureau des opérations aériennes (BOA), en liaison avec Londres. En mai 1944, il est arrêté à Paris et meurt deux mois plus tard du fait des tortures subies.

## Source
- Dictionnaire biographique du mouvement ouvrier français, Paris, Éditions de l'Atelier, 1997.